# Дмитрівська сільська рада (Радехівський район)
| Дмитрівська сільська рада — колишній орган місцевого самоврядування у Радехівському районі Львівської області з адміністративним центром у с. Дмитрів. Історична дата утворення: в 1940 році. Водоймища на території, підпорядкованій даній раді: річка Березівка. Сільській раді були підпорядковані населені пункти: - с. Дмитрів |

## Склад ради
Рада складалася з 16 депутатів та голови.

### Керівний склад ради
| ПІБ                            | Основні відомості                                                               | Дата обрання | Дата звільнення |
| ------------------------------ | ------------------------------------------------------------------------------- | ------------ | --------------- |
| Федчишин Василь Адамович       | Сільський голова, 1954 року народження, освіта, безпартійний                    | 26.03.2006   | 31.10.2010      |
| Ціолковська Катерина Андріївна | Сільський голова, 1965 року народження, освіта вища, позапартійна               | 31.10.2010   | 31.10.2013      |
| Федина Богдан Ярославович      | Сільський голова, 1964 року народження, освіта середня спеціальна, безпартійний | 25.05.2014   |                 |

Примітка: таблиця складена за даними джерела